# 克里姆森山
62°57′S 60°36′W / 62.950°S 60.600°W
克里姆森山是南極洲的山峰，位於南設得蘭群島的欺骗岛，處於彭杜拉姆灣南部，海拔高度95米，該山峰在1829年由英國探險隊命名。